# E-könyv-olvasó

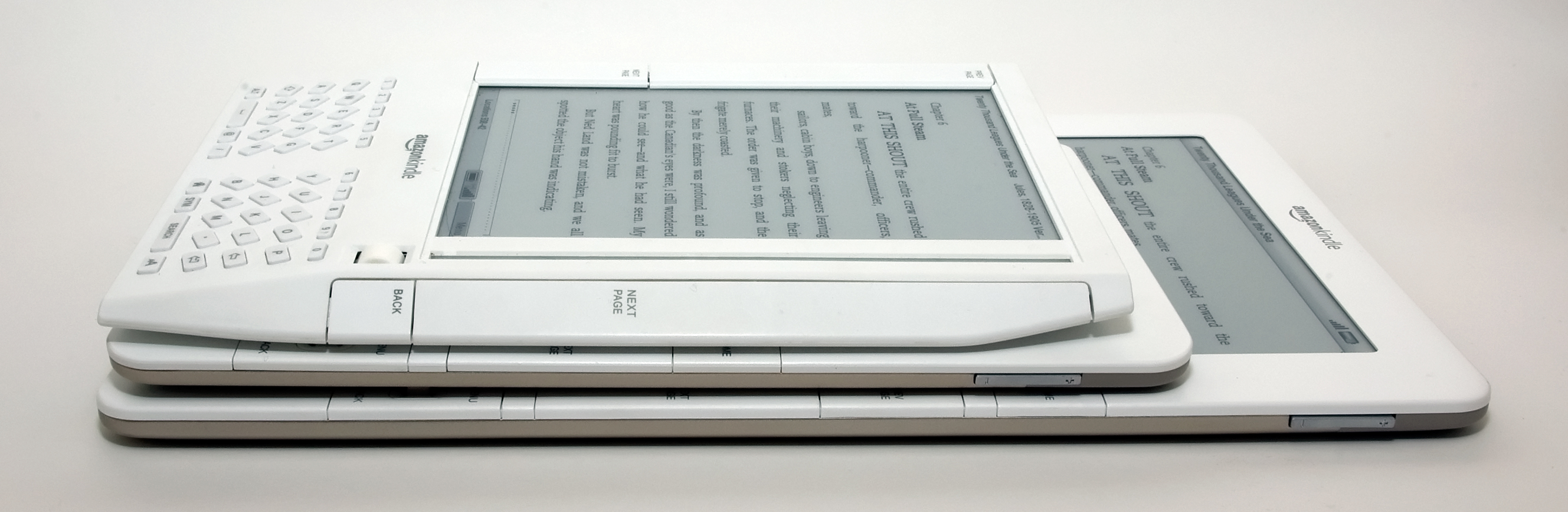
Amazon Kindle e-könyv-olvasók

Az e-könyv-olvasó (avagy e-book-olvasó) elektronikus könyvek olvasására alkalmas speciális számítógép. Tágabb értelmezésben ide tartozik az összes olyan számítástechnikai eszköz, amely önmagában ill. megfelelő szoftver telepítésével alkalmas e-könyvek olvasására. Ilyenek például az okostelefonok, PDA-k, számítógépek, táblagépek.
Speciális kialakításuknak köszönhetően sokkal inkább alkalmasak elektronikus szöveges tartalmak olvasására, mint a többi fent felsorolt eszköz, mivel jellemzőjük az alacsony fogyasztású processzor, a napfényben is olvasható háttérvilágítás nélküli e-papír kijelző, ami alig fogyaszt áramot, továbbá könnyűek és egyszerűen kezelhetőek.
Az eszköz önmagában alkalmatlan elektronikus adat hordozásra, csak a specifikusan erre optimalizált kiterjesztést tudja olvasni. Hozzátartozó adatkábel hiányában adathordozó minősítéssel rendelkezik, de további adat letárolása nem lehetséges.
Szórakoztató elektronika kategóriába nem sorolható, kulturális, és információs eszköz.

## E-könyv
Az e-könyv elektronikus könyv. Tág értelemben ide tartozik az összes olyan tartalom, amelyet nyomtatás nélkül, erre a célra alkalmas eszközön olvasnak.

## Története

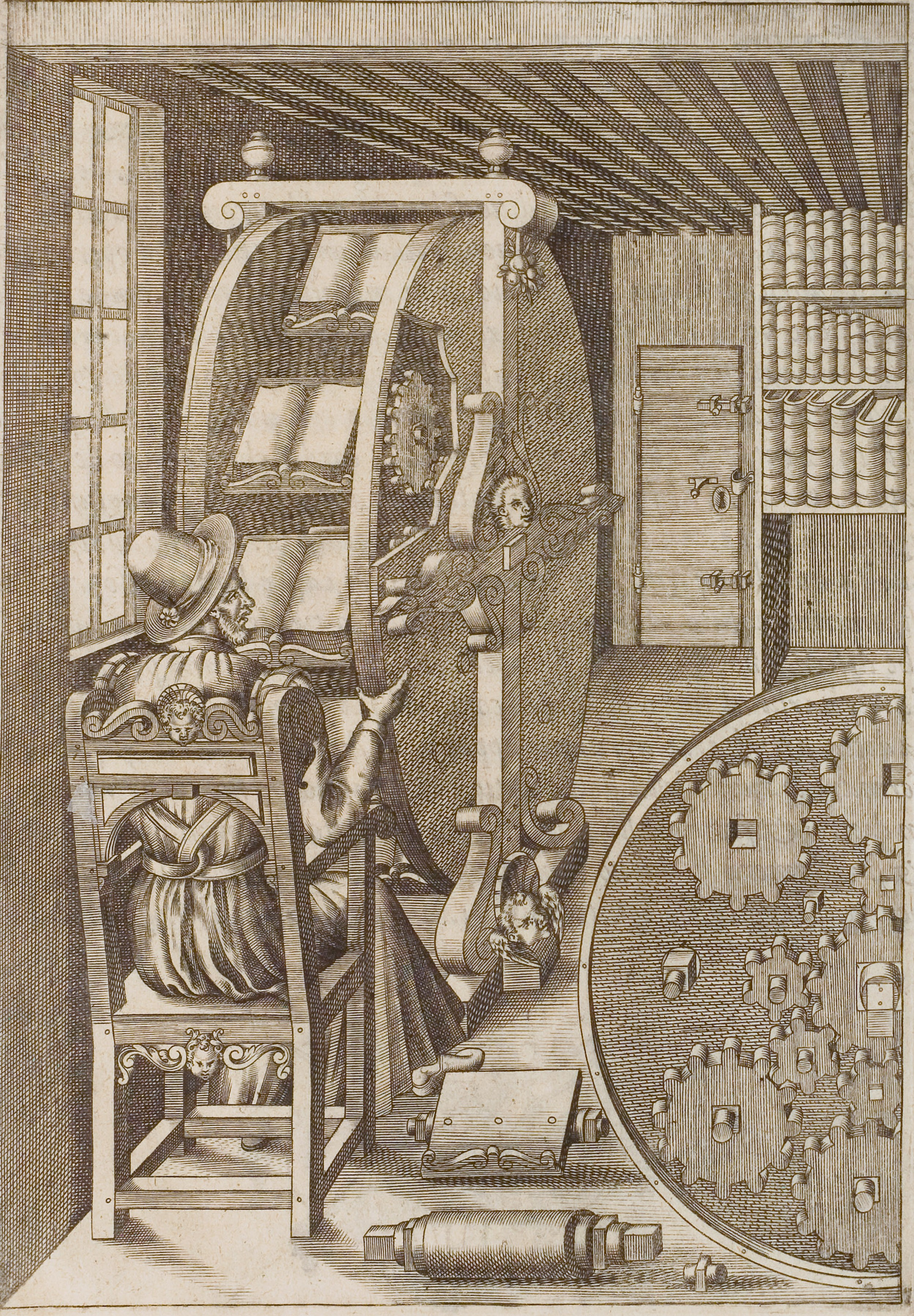
16. századi találmány volt a könyvkerék vagy olvasókerék

Michael S. Hart 1971-ben Amerikában önkéntes vállalkozásként indította útjára a „Gutenberg Project”-et, amely egy digitalizálási projektnek tekinthető. Célja az volt, hogy a lehető legtöbb kulturális dokumentumot nyílt formátumok alkalmazásával tegyen ingyenesen hozzáférhetővé. Ez nevezhető a legelső digitális könyvtárnak.
A Xerox PARC fejlesztésekbe kezdett és hamarosan előállt az e-papír első prototípusával, amit később felhasznál E-könyv iparág is.
1977-ben már beszélhetünk ECD monitorokról, de az első igazi áttörés csak 1993-ban volt. Joseph Jacobson kifejlesztette az e-papír alapelvéül szolgáló elektromosság hatására fehérre vagy feketére színeződő cseppek technológiáját, továbbá a mikrokapszulákat, amelyekben elektromos töltéssel rendelkező fehér olajban oldott fekete elemek voltak. 1997-ben Jacobson megalapította saját cégét, a technológia kereskedelmi célú kifejlesztésére. Később megalkották a fekete, fehér buborékon alapuló technológiát.
1996-ban óriási újításként megjelent a Palmtop, melyre a Microsoft kifejlesztette a CE OS-ét. Ezután már nem volt megállás. Jöttek a PDA-k, notebookok és az okostelefonok. Ezek mind alkalmasak elektronikus tartalmak olvasására, de korántsem megfelelőek.
1998-ban már használatos az „eBook” elnevezés, de az ekkor gyártott e-könyv-olvasók még kivétel nélkül mind ECD technológiával készültek. Ezek beépített fényforrással rendelkeztek (mit, ahogyan a ma is használatos számítógépek, laptopok és PDA-k), ami hátulról világítja meg a képernyőt, amelyben elektromos áram hatására megváltozik a folyadékkristályok fényáteresztő képessége, így szűri ki a különböző színeket a fehér háttérvilágításból. Ezeken a kijelzőkön a sokszor helytelen beállítás miatt (túl fényes, nagyon kontrasztos) meglehetősen kellemetlen hosszabb szövegeket olvasni, arról nem is beszélve, hogy e hatások miatt hosszú távon ronthatja a szemet. A mai e-könyv-olvasók hatalmas újítása, hogy nem rendelkeznek háttérvilágítással, így az igazi könyvekhez hasonlóan csak világosban olvashatóak. Pontosan az a lényeg, hogy a lehető leginkább hasonlítson a megjelenése a papíréhoz, azaz az olvasás ne erőltesse meg a szemet. A technológia másik nagy előnye, hogy csak akkor fogyaszt áramot, ha a megjelenített tartalom változik. Az akkumulátor teljesítményeket éppen ezért nem órában, hanem lapozásokban adják meg. Nem szükséges kikapcsolni, ha félbehagyjuk az olvasást. Csak lerakjuk, és később onnan folytatjuk a könyvet, ahol abbahagytuk. A kijelzőt elektronikus papírnak (Electronic Paper) hívják, de használják az „e-ink” és „e-paper” kifejezéseket is. Az első ilyen technológiával gyártott e-könyv-olvasó a Sony Librie volt, ami 2004-ben jelent meg. Azóta számos olvasó követte, egyre több cég foglalkozott a fejlesztéssel és a gyártással. Ezzel szemben az ilyen készülékekhez szükséges szürkeárnyalatos e-papír döntő többségét az E Ink Corporation készíti továbbra is.
2014-ben az e-könyvolvasók piacát toronymagasan vezeti az Amazon Kindle nevű modelljével. Becslések szerint piaci részesedése 90 százalék körüli. A nagy globális szereplők közül egyelőre még Kobo és a Barnes & Noble a versenytársai. Ebben az évben a japán Sony cég bejelentette, hogy kivonul az e-könyvolvasók piacáról, miután arról lényegében kiszorult.A PRS-T3 modell az utolsó e-olvasója a japán cégnek, amelynek kifutása után a cég beszünteti az e-könyvolvasók gyártását. 
Az iSuppli elemzőcég szerint az elektronikus könyvolvasók piaca 2011-ben volt a csúcson, 23 millió darab fogyott akkor belőlük világszerte, azóta azonban az eladásaik folyamatosan esnek vissza, mivel sok felhasználó inkább nagy kijelzős okostelefonját vagy tabletjét használja e-könyvek megjelenítésére. 2012-ben már a 15 milliót sem érte el az eladott e-olvasók száma, 2013-ban pedig alig haladta meg a 10 millió darabot világszerte. Az iSuppli a közeli jövőre a piac további zsugorodását vetíti előre, idén már csak 8 millió körüli eszközt adnak majd el az elemzőcég szerint.

## E Ink
Az E Ink az E Ink Corporation által gyártott elektronikus papír-változat. Ezekben a kijelzőkben titán-dioxid részecskék mozognak színezett szénhidrogén-alapú olajjal töltött mikrokapszulákban. Attól függően fehér vagy fekete egy képpont, hogy a panel látható oldalán a titán-dioxid részecskék, vagy az olaj van túlsúlyban, hiszen a két anyag fényelnyelő tulajdonságai lényegesen különböznek egymástól. Ha az elektródák képelemenként képesek egymástól eltérő feszültségre, a képtartalom nem csak egész felületén teljes fehéret és feketét jelentheti, mert a pixelek egymástól eltérő állapotot is felvehetnek. Ennek eredménye, hogy a kijelzőn értelmezhető információ jelenik meg. Ezeknél a kijelzőknél elég volt a panel egyik (alsó) oldalán elhelyezni az elektródákat, mert a fehér színű részecskéket elég volt a fekete színt adó olajban alulra vonzani.
Az E Ink Corporation jelenleg pozitív töltésű fehér és negatív töltésű fekete pigmentrészecskéket is alkalmaz, melyek átlátszó folyadékban változtatják az elektromos töltés hatására a helyzetüket - ilyen kijelző található a Sony és az Amazon könyvolvasóiban is.

## DRM
A Digital Rights Management (DRM), azaz „digitális jogok kezelése” minden elektronikus tartalom jogszerű felhasználását igazoló, valamint jogtalan felhasználását megakadályozó vagy megnehezítő eljárás összefoglaló neve. A DRM elsődleges célja, hogy védje a tartalom előállítójának üzleti céljait, megakadályozva, de legalábbis megnehezítve a tartalom illegális másolását, sokszorosítását, szigorúbb esetekben kölcsönadását is.
Napjainkban két DRM megoldás számít elterjedtnek:
- az Adobe által az ePub szabványon alkalmazott ADE, és
- az azw, ami az Amazon Kindle e-könyv-olvasó saját, másolásvédett dokumentumformátuma.

A probléma az e-könyvekkel és általában véve minden digitális tartalommal, hogy terjedésük útja egyszerűen követhetetlenné válik az eszközök és formátumok változatossága miatt. A digitalizmus folyton megújuló feltételrendszere követhetetlen a jogi szabályzás számára. Ezen probléma megoldására szánták a DRM-et. A legnagyobb DRM-kérdés, hogy az olvasó által megfizetett tartalmat kihez kötik a forgalmazók, a személyhez vagy az eszközhöz?

## Népszerű e-könyv-olvasók

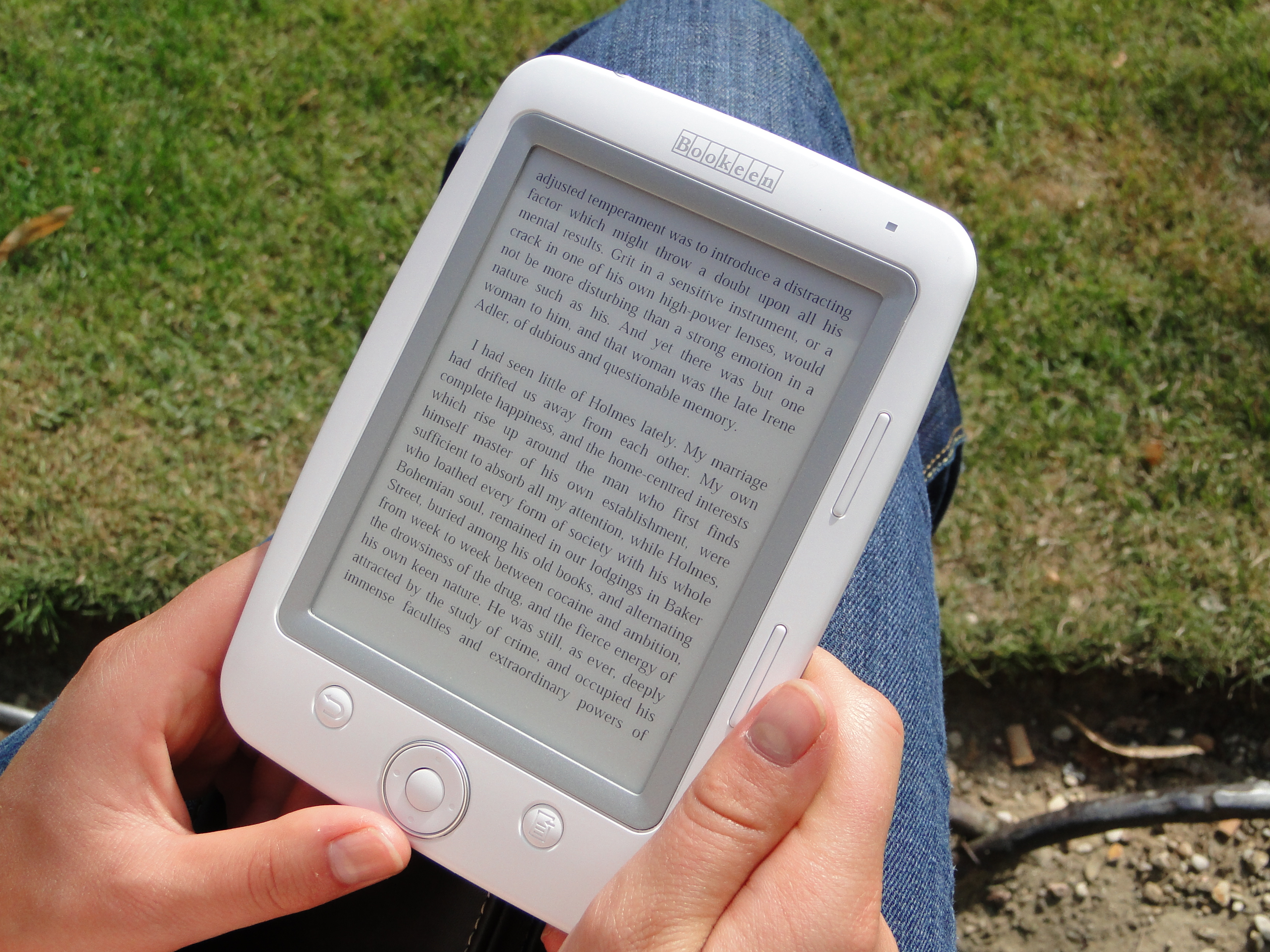
Cybook Opus

Magyarországon is kapható, elterjedt e-könyv-olvasók.
- Kindle

Az Amazon amerikai könyváruház saját olvasóeszközeinek családja. Magyarországon megjelent lényeges típusai: a 6 hüvelykes (kb. 152 mm) átlójú és a 9 hüvelykes (kb. 230 mm átlójú) kijelzős „nemzetközi” (International Edition) modellek. A kisebbik változat 3G és Wi-Fi, valamint csak WiFi vezeték nélküli kapcsolódási protokollal vannak ellátva, amelyeken keresztül itthonról is alkalmasak az Amazon könyváruházának elérésére és tartalom letöltésére is. Mindegyik eszköz a PRC és azw formátumot (ez utóbbi az Amazon saját másolásvédelmi rendszere) használja, bár DRM-mentes PDF megjelenítésére is alkalmasak.
- Nook

A Barnes & Noble amerikai könyváruház saját olvasója. 6 hüvelykes kijelzője alatt található beépített színes LCD kijelző az eszköz kezelését teszi egyszerűbbé. Magyarországon csak a wifi működik (ezzel korlátozottan böngészésre is alkalmas), maga a könyváruház elsősorban szerzői jogi aggályok miatt nem elérhető (sem wifin, sem 3G-n). Az ePub formátumot támogatja az Adobe másolásvédelmével. Magyarországi címre hivatalosan nem rendelhető, csak magánimport útján szerezhető be.
- Jinke (Koobe)

Az Amazon Kindle mellett a legismertebb e-könyv-olvasó gyártó. A kínai vállalat összes modellje kapható Magyarországon is. Széles formátum- és nyelvtámogatás, valamint egyszerű kezelhetőség jellemzi.
- Bookeen Cybook

Délkelet-ázsiai gyártott termék. Ismert még eClicto és eSlick néven is. Előbbi a lengyel e-könyv kezdeményezés dedikált eszköze, utóbbit a gyártója igen komoly PDF-támogatással „áldotta meg”. Maga az alapkészülék egy 6 collos einkes kijelzővel rendelkezőt belépő modell, csupán a legszükségesebb kezelőszervekkel, alapfunkciókkal.
- Sony eReader

A japán gyártó két termékkel van jelen a magyar piacon, egy kisebb 5 hüvelykes és egy nagyobb, 6 hüvelykes, klasszikus érintőképernyős változattal. A tartalomról off-line módon kell gondoskodni, mivel nincs mód vezeték nélküli elérésre. Az ePub formátumot részesítik előnyben. A 2010 végi modellfrissítés érdemi változást hozott: mindkét modell érintőképernyős lett és megkapta az e-ink új, „Pearl” nevű, a korábbinál nagyobb kontrasztú kijelzőjét.
- 'txtr Reader

A viszonylag kis német vállalkozás egy 6 hüvelykes kijelzővel ellátott eszközt készített 2008-ban, amelynek csak prototípus-modelljei jelentek meg kiállításokon, extraként pedig egy komplex üzleti modellt is fejlesztett hozzá, amivel bármelyik kiadó képes a saját boltját létrehozni. A kicsi és olcsónak beharangozott második, Beagle nevű modell 2014-ben feltűnt a magyar piacon is, de nem aratott nagy sikert, és röviddel ezután el is tűnt a forgalomból. A ‘txtr cég a sikertelen Beagle modell után nem bocsátott ki újabb eszközöket, és 2018-ban a céget felvásárolta a német Media-Saturn vállalkozás.
- Kobo Touch